# Salherm
 Salherm  es una población y comuna francesa, en la región de Mediodía-Pirineos, departamento de Alto Garona, en el distrito de Saint-Gaudens y cantón de L'Isle-en-Dodon.

## Historia
La comuna se denominó Salerm hasta el 9 de enero de 2025.

## Demografía
| 96 | 83 | 53 | 70 | 56 | 55 |
| Para los censos de 1962 a 1999 la población legal corresponde a la población sin duplicidades (Fuente: INSEE [Consultar]) |    |    |    |    |    |